# 용성초등학교 (경북)
용성초등학교는 대한민국 경상북도 경산시 용성면 당리리에 있는 공립 초등학교이다.

## 연혁
- 1922년 4월 24일 용성공립보통학교 개교
- 1938년 4월 1일 교명 변경[1] (용성공립심상소학교)
- 1941년 4월 1일 교명 변경[2] (용성공립국민학교)
- 1981년 3월 1일 병설유치원 개원
- 1992년 3월 1일 구룡분교장 통폐합
- 1993년 9월 1일 송림분교장 통폐합
- 1995년 3월 1일 용강국민학교 통폐합
- 1996년 3월 1일 용성초등학교로 명칭 변경[3]
- 2019년 2월 14일 제93회 졸업(4명)
- 2019년 9월 1일 제41대 양화숙 교장 부임
- 2020년 2월 12일 제94회 졸업(12명)
- 2021년 1월 14일 제95회 졸업(14명)

## 상징
- 교화 - 샐비어 : 본교 어린이들이 꾸김살 없이 화사롭고 정열적으로 자라면서 생각을 많이 하여 장차 큰 인물이 되기를 바라는 뜻임.
- 교목 - 느티나무 : 본교의 깊은 전통과 역사를 이어갈 어린이들이 씩씩하게 자라고, 끈질기게 성장하여, 화합된 마음으로 끊임없이 안정적으로 발전하기를 기원함.

## 참고 자료
- 용성초등학교 - 한국교육학술정보원 학교알리미